# Birgit Fischer
Birgit Fischer (Brandenburg an der Havel, 25 de fevereiro de 1962) é uma ex-canoísta multicampeã olímpica e mundial alemã.
Com um total de doze medalhas olímpicas, oito de ouro de e quatro de prata, Fischer é a única mulher a conquistar medalhas de ouro em seis edições de Jogos Olímpicos, disputados pela Alemanha Oriental e pela Alemanha reunificada, e apenas a ginasta soviética Larissa Latynina tem mais medalhas olímpicas do que ela. Atleta dominante de seu esporte por mais de duas décadas, na metade da primeira década do século desistiu da anunciada aposentadoria para tentar mais uma medalha olímpica e em Atenas 2004, aos 42 anos, conquistou sua última medalha de ouro na categoria K-4 500 m e mais uma de prata na K-2 500 m.
A mais jovem atleta a se tornar campeã olímpica de canoagem, aos 18 anos, em Moscou 1980, além de todas suas conquistas olímpicas Birgit também foi 27 vezes campeã mundial de canoagem, nas categorias caiaque K-1, K-2 e K-4, entre 1978 e 1998.